# Akropolisturneringen
Akropolisturneringen (grekiska: Τουρνουά Ακρόπολις) är en basketturnering som spelas i Grekland om somrarna.

## Resultat
|                 |                                                                             |                                                                             |                                                                             |                                                                             |                                                                             |           |
| År              | Arena                                                                       | Etta                                                                        | Tvåa                                                                        | Trea                                                                        | Fyra                                                                        | Femma     |
| 1986 (Detaljer) | Freds- och vänskapsstadion                                                  | Jugoslavien                                                                 | Italien                                                                     | Grekland                                                                    | Nederländerna                                                               |           |
| 1987 (Detaljer) | Freds- och vänskapsstadion                                                  | Jugoslavien                                                                 | Grekland                                                                    | Tjeckoslovakien                                                             | Kanada                                                                      |           |
| 1988 (Detaljer) | Freds- och vänskapsstadion                                                  | Jugoslavien                                                                 | Grekland                                                                    | Italien                                                                     | Duke University, USA                                                        |           |
| 1989 (Detaljer) | Freds- och vänskapsstadion                                                  | Grekland                                                                    | Italien                                                                     | ACC All Stars, USA                                                          | Nederländerna                                                               |           |
| 1990 (Detaljer) | Glyfadahallen                                                               | Argentina                                                                   | Grekland                                                                    | Tjeckoslovakien                                                             | Kina                                                                        |           |
| 1992 (Detaljer) | Freds- och vänskapsstadion                                                  | Grekland                                                                    | Litauen                                                                     | Italien                                                                     | Frankrike                                                                   |           |
| 1993 (Detaljer) | Freds- och vänskapsstadion                                                  | Grekland                                                                    | Bulgarien                                                                   | Ryssland                                                                    | College NCAA DI All Stars                                                   |           |
| 1994 (Detaljer) | Freds- och vänskapsstadion                                                  | Serbian All Stars                                                           | Ryssland                                                                    | Grekland                                                                    | Italien                                                                     | Argentina |
| 1995 (Detaljer) | Olympiahallen                                                               | Jugoslavien                                                                 | Grekland                                                                    | College NCAA DI All Stars, USA                                              | Slovenien                                                                   |           |
| 1996 (Detaljer) | Olympiahallen                                                               | Grekland                                                                    | NIT All Stars, USA                                                          | Italien                                                                     | Tyskland                                                                    |           |
| 1997 (Detaljer) | Freds- och vänskapsstadion                                                  | Italien                                                                     | Grekland                                                                    | Frankrike                                                                   | Tyskland                                                                    |           |
| 1998 (Detaljer) | Olympiahallen                                                               | Grekland                                                                    | College NCAA DI All Stars, USA                                              | Polen                                                                       | Japan                                                                       |           |
| 1999 (Detaljer) | Freds- och vänskapsstadion                                                  | Grekland                                                                    | Italien                                                                     | Australien                                                                  | Ryssland                                                                    |           |
| 2000 (Detaljer) | Olympiahallen                                                               | Grekland                                                                    | Ryssland                                                                    | Brasilien                                                                   | Ungern                                                                      |           |
| 2001 (Detaljer) | Olympiahallen                                                               | Italien                                                                     | Grekland                                                                    | Jugoslavien                                                                 | Litauen                                                                     |           |
| 2002 (Detaljer) | Olympiahallen                                                               | Grekland                                                                    | Litauen                                                                     | Italien                                                                     | Kroatien                                                                    |           |
| 2003 (Detaljer) | Glyfadahallen                                                               | Grekland                                                                    | Slovenien                                                                   | Polen                                                                       | Israel                                                                      |           |
| 2004 (Detaljer) | Glyfadahallen                                                               | Litauen                                                                     | Grekland                                                                    | Italien                                                                     | Brasilien                                                                   |           |
| 2005 (Detaljer) | Olympiahallen                                                               | Grekland                                                                    | Serbien och Montenegro                                                      | Italien                                                                     | Tyskland                                                                    |           |
| 2006 (Detaljer) | Olympiahallen                                                               | Grekland                                                                    | Frankrike                                                                   | Kroatien                                                                    | Italien                                                                     |           |
| 2007 (Detaljer) | Olympiahallen                                                               | Grekland                                                                    | Litauen                                                                     | Slovenien                                                                   | Italien                                                                     |           |
| 2008 (Detaljer) | Olympiahallen                                                               | Grekland                                                                    | Brasilien                                                                   | Kroatien                                                                    | Australien                                                                  |           |
| 2009 (Detaljer) | Olympiahallen                                                               | Grekland                                                                    | Serbien                                                                     | Litauen                                                                     | Ryssland                                                                    |           |
| 2010 (Detaljer) | Olympiahallen                                                               | Grekland                                                                    | Slovenien                                                                   | Serbien                                                                     | Kanada                                                                      |           |
| 2011 (Detaljer) | Olympiahallen                                                               | Italien                                                                     | Grekland                                                                    | Bulgarien                                                                   | Brigham Young University, USA                                               |           |
| 2012 (Detaljer) | Turneringen spelades ej – Grekland deltog inte i den olympiska turneringen. | Turneringen spelades ej – Grekland deltog inte i den olympiska turneringen. | Turneringen spelades ej – Grekland deltog inte i den olympiska turneringen. | Turneringen spelades ej – Grekland deltog inte i den olympiska turneringen. | Turneringen spelades ej – Grekland deltog inte i den olympiska turneringen. |           |
| 2013 (Detaljer) | Olympiahallen                                                               | Grekland                                                                    | Litauen                                                                     | Italien                                                                     | Bosnien och Hercegovina                                                     |           |

## FIBA:s 100-årsjubileumsturnering
1991 arrangerade FIBA Europe och det grekiska basketförbundet en 100-årsjubileumsturnering för basketsporten. Officiellt räknas inte turneringen som en av Akropolisturneringarna, utan som egen turnering, då det grekiska basketförbundet inte stod som ensam arrangör. 
|                 |                            |         |        |       |      |                         |
| År              | Arena                      | Etta    | Silver | Brons | 4yra | Mest värdefulla spelare |
| 1991 (Detaljer) | Freds- och vänskapsstadion | Italien |        |       |      |                         |